# Olive Dickason
 (décembre 2015).
Olive Patricia Dickason (6 mars 1920 à Winnipeg - 12 mars 2011) est une historienne canadienne. Elle est reconnue pour ses travaux sur l'histoire des peuples autochtones.

## Biographie
Après avoir perdu tout ce qu'elle possédait lors de la Grande Dépression, sa famille a déménagé dans la région d'Entre-les-Lacs. Alors qu'elle était âgée de 12 ans, elle-même, sa sœur Alice et sa mère Phoebe ont recours au piégeage et à la pêche pour procurer de la nourriture à leur famille. « Vivre dans la brousse comme je l'ai fait au cours de mes années d'adolescence, m'a très vite appris que la survie dépendait de l'évaluation de chaque situation comme elle advient, ce qui demande du sens commun et du réalisme », disait Olive. « Vous ne renoncez pas ni ne jouez à des jeux. » Encouragée par son mentor, le père Athol Murray, elle décide de terminer l'école secondaire en Saskatchewan avant de poursuivre des études postsecondaires. Elle obtient un baccalauréat en littérature française et en philosophie au Collège Notre-Dame, une filiale de l'Université d'Ottawa.
Elle prend conscience de son ascendance métisse lorsqu'elle fut une jeune adulte en rencontrant des parents métis à Regina. Elle commence une carrière dans le journalisme qui durera 24 ans au Regina Leader-Post et travaille par la suite comme écrivaine et éditrice au Winnipeg Free Press, à la Gazette de Montréal et au Globe and Mail. Elle a fait la promotion et la couverture des enjeux relatifs aux Premières Nations et aux femmes.
En 1970, âgée de 50 ans, elle entre dans le programme d'études supérieures à l'Université d'Ottawa. Elle a dû lutter avec les idées préconçues des universitaires concernant l'histoire autochtone - y compris des arguments selon lesquelles cette histoire n'existait pas - avant de finalement trouver un professeur (Cornelius Jaenen) pour agir comme son conseiller académique. « J'ai été chanceuse... un type belge, qui ne savait pas grand-chose sur les peuples autochtones, mais qui en savait beaucoup sur la discrimination, a pris ma cause, et l'université m'a finalement admise. » Elle a complété sa maîtrise à l'Université d'Ottawa deux ans plus tard, et son doctorat en 1977. Sa thèse de doctorat, intitulée The Myth of the Savage, a finalement été publiée comme telle sous le titre Canada’s First Nations: A History of Founding Peoples from the Earliest Times (traduit sous le titre Les Premières Nations du Canada, Éditions Septentrion, 1996) et The Native Imprint: The Contribution of First Peoples to Canada's Character -- Volume 1: to 1815 (1995), qu'elle a édité. En outre, elle a également écrit Indian Arts in Canada, qui a remporté trois prix pour la conception et le design et coécrit The Law of Nations and the New World.
Olive Dickason enseigne à l'Université de l'Alberta de 1976 à 1992. Elle a pris sa retraite de ce poste de professeure âgée de 72 ans, après avoir combattu la retraite obligatoire à l'âge de 65 ans. Olive Dickason dépose une plainte contre l'Université de l'Alberta, affirmant que sa politique de retraite obligatoire était une violation de la Charte canadienne des droits et libertés. Elle gagne son procès dans les tribunaux inférieurs, mais a perdu par 5 voix contre 4 à la Cour suprême du Canada. Son temps comme professeure et ses importantes contributions à la littérature de l'histoire au Canada ont influencé toute une génération de chercheurs, et continueront d'être à la base de plusieurs travaux historiques faits à l'avenir[Interprétation personnelle ?].
Olive Dickason reçoit l'Ordre du Canada en 1996 et a été récipiendaire du Prix de la réussite autochtone en 1997. Elle a également été récipiendaire de nombreux doctorats honorifiques.
Elle meurt le 12 mars 2011, une semaine après son 91e anniversaire.

## Famille
Olive Dickason avait trois filles : Anne, Clare et Roberta.

## Œuvres
- (en) Olive Patricia Dickason, Canada's First Nations : A History of Founding Peoples from Earliest Times, University of Oklahoma Press, 1992 (lire en ligne)
- (en) The myth of the savage by Diackason, The University of Alberta Press, 1984, open access  (ISBN 0888640366)